# Breivikbotn
Breivikbotn (Noord-Samisch: Goahtečorru) is een plaats in de Noorse gemeente Hasvik, provincie Finnmark, op het eiland Sørøya. Breivikbotn telt 305 inwoners (2007) en heeft een oppervlakte van 0,4 km².